# Tiimari

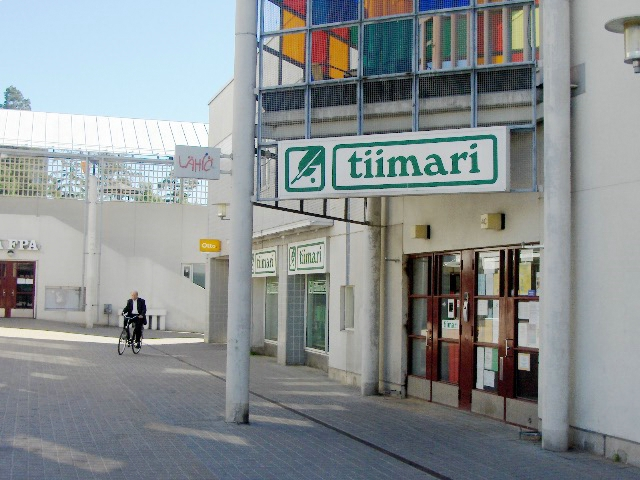
Butik i Helsingfors Gårdsbacka.

Tiimari var en finländsk affärskedja verksam inom pappersvaror, hobbyprodukter och presenter. Företaget grundades 1975 och gick i konkurs 2013.. 

## Historik
Tiimari grundades 1975  av Kari Sulkanen.
1990 köptes det upp av Rautakirja, Finlands motsvarighet till Pressbyrån, och 1998 vidare till investeringsbolaget Capman. Tiimari hade affärer i de flesta länderna i Östersjöregionen. De fick förstärkning i kapitalstrukturen då det finländska börsbolaget Leo Longlife, specialiserat på företagsgåvor och reklamföremål, köpte aktiemajoriteten 2006. Tiimari blev i samband med det namnet på hela koncernen.
Tiimari köpte upp den svenska affärskedjan Gallerix 2007. Under 2010 avvecklade företaget Tiimaributikerna i Sverige, inledde förhandlingar om att avveckla Gallerixbutikerna i Finland samt lade ner sin verksamhet i Polen.
Tiimari gick i konkurs 2013.